# Hermes Conrad
Hermes Conrad is een personage uit de animatieserie Futurama. Zijn stem wordt gedaan door Phil LaMarr.

## Achtergrond
Hermes is een bureaucraat uit Jamaica. Hij is manager van de Planet Express koeriersdienst. Zijn taken bestaan uit het betalen van de rekeningen, het uitdelen van documenten en nabestaanden van de werknemers van Planet Express inlichten over de dood van een van de crewleden. Als stereotiep Jamaicaan is Hermes een workaholic. Dit werd al duidelijk toen hij nog maar 4 jaar oud was. Nog meer stereotype is hij een Rastafari. Hij verwijt de staff van Planet Express vaak dat ze niet hard genoeg werken. Om onbekende reden mag hij vooral Dr. Zoidberg niet. Hermes heeft een sterke hekel aan vakbonden.
Hermes heeft een aantal kenmerkende uitspraken. Als hij verrast wordt roept hij vaak "Sweet gorilla of Manila", "Sweet lamprey of Santa Fe", "Sweet lion of Zion!", "Sweet cow of Moscow!", "Sweet Guinea Pig of Winnipeg!" en "great 3 toed sloth of ice planet Hoth!" Hij maakt ook vaak vergelijkingen met groene slangen en suikerriet zoals: "Our electricity bill is climbing faster than a green snake up a sugarcane" (onze stroomrekening klimt sneller dan een groene slang op suikerriet).
Hermes heeft zelf een paar slechte eigenschappen. In de loop van de serie wordt sterk gesuggereerd dat hij marihuana rookt. Hij probeert dit goed verborgen te houden voor zijn collega’s. Hij probeerde ook een oregano-boerderij van de belasting af te trekken. Vlak voordat er een inspectie plaatsvindt, moet Hermes altijd even “iets doorspoelen”.
Een andere slechte eigenschap is dat hij vermoedelijk zonder enige reden zijn collega’s om zou willen brengen. Toen in de aflevering The Farnsworth Parabox het schip van Planet Express recht op de zon afvloog, twijfelde Hermes of hij zijn collega’s aan boord wel moest redden.
Hermes was ooit olympisch kampioen limbo. Hij deed mee aan de Olympische Spelen van 2980. Tijdens deze spelen rende echter een jongetje het veld op die zo wilde worden als Hermes. De jongen brak zijn rug in een poging ook de Limbo te dansen, wat Hermes een groot trauma bezorgde. Nadien kon hij zichzelf er niet meer toe brengen nog aan limbo te doen. Pas jaren later kwam zijn liefde voor limbo weer naar boven.

## Ontwikkeling personage
Toen de serie nog in ontwikkeling was, was Hermes’ oorspronkelijke naam Dexter en was hij niet van Jamaicaanse afkomst. Zijn naam komt van Hermes Rocket, de naam van Matt Groenings schrijfmachine. In de Griekse mythologie was Hermes de god van de handel en het verkeer.